# Homonotus iwatai
Homonotus iwatai  (лат.) — вид дорожных ос (Pompilidae).

## Распространение
Дальний Восток: Приморский край, Сахалин, Япония.

## Описание
Длина 9-10 мм (самцы), 7-10 мм (самки). Голова у самок за глазами расширяется. Тело чёрное. Охотятся и откладывают яйца на пауков.